# マンハイム楽派

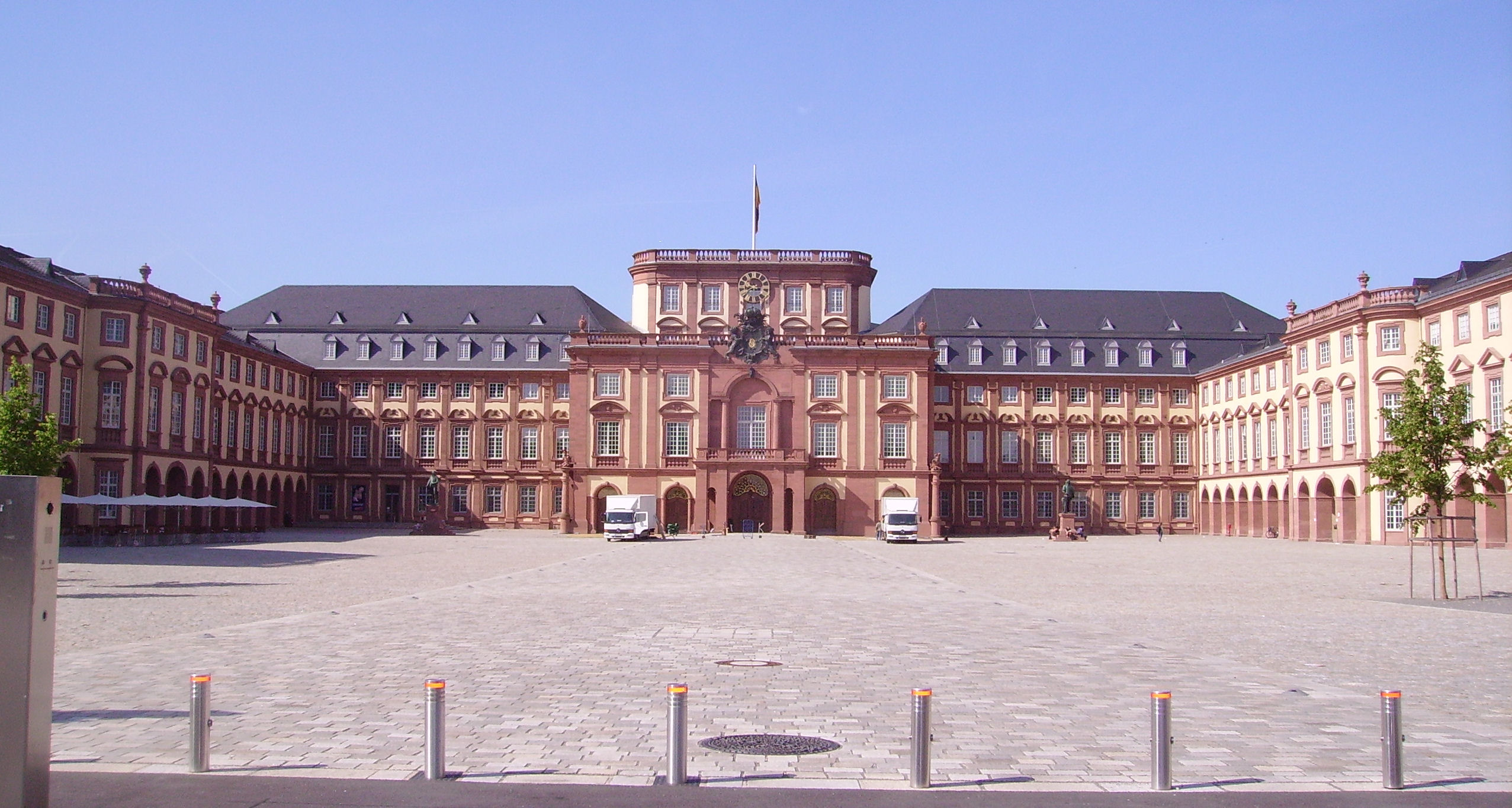
マンハイムの宮殿

マンハイム楽派（マンハイムがくは）は、18世紀のドイツ南西部マンハイムに宮廷を置いたプファルツ選帝侯カール4世フィリップ・テオドール（1724年 - 1799年）の宮廷楽団を中心に活躍した作曲家達を指す。この楽団の宮廷楽長であったヨハン・シュターミッツ（1717年－1757年）が創立者とされている。
カール・テオドールは宮廷楽団に私財を投じ、高水準の演奏家や作曲家を各地から招聘した。下記の「主なメンバー」の作曲家たちの他、フルート奏者ヨハン・バプティスト・ヴェンドリング、オーボエ奏者ヤコプ・アレクサンダー・ルブラン（ルートヴィヒ・アウグスト・ルブランの父）、チェロ奏者インノチェンツォ・ダンツィ（フランツ・ダンツィの父）など、ヨーロッパ最高水準の音楽家が集まった。特にヨハン・シュターミッツの息子カール・シュターミッツの時代になって最盛期を迎えた。
モーツァルトは、1777年から1778年に就職活動のためマンハイムを訪問した。就職には失敗したものの、この楽派の影響を大きく受けた。交響曲第31番「パリ」は、マンハイムのオーケストラの管楽器の編成に影響を受けて作曲した交響曲である。マンハイム楽派はクラシック音楽における「交響曲」の成立に数多くの貢献をした。それまでの急・緩・急の3楽章からなる構成から4楽章形式に変更し、その第3楽章としてメヌエット・トリオを付加した。また、ソナタ形式、強弱法などにおいても、その後の「交響曲」に大きな影響を与えた。

## 主なメンバー
- ヨハン・シュターミッツ（1717年－1757年）
- フランツ・クサヴァー・リヒター（1709年－1789年)
- イグナーツ・ホルツバウアー（1711年－1783年）
- クリスティアン・カンナビヒ（1731年－1798年)
- カール・ヨーゼフ・トエスキ（1731年－1788年）
- アントン・フィルツ（1733年－1760年）
- イグナーツ・フレンツル (1736年－1811年)
- カール・シュターミッツ（1745年－1801年) ヨハン・シュターミッツの息子
- ゲオルク・ヨーゼフ・フォーグラー (1749年－1814年)
- ペーター・ヴィンター (1754年－1825年)